# Cacau de Queiroz
Cacau de Queiroz é um saxofonista, flautista e compositor de música popular brasileira.
BIOGRAFIA:
Cacau começou a estudar bateria aos 8 anos e aos 14 passou aos estudos de flauta, em seguida ao saxofone e clarineta.
Foram seus professores ao longo de seu aprendizado;
Elias Ferreira e Edison Machado (bateria)
Celso Woltzenlogel, Paulo Guimaraes e Lenir Siqueira (flautas),
Paulo Moura (sax)
J.T.Meirelles ( harmonia e arranjos )
-1974: Estreia nos palcos como solista convidado no show de Baden Powell, no teatro “ Opinião ” - Rio.
- 1974 e 1975: Tocou nas orquestras de :
Maestro Cipó, Maestro Jorge André, Maestro Guio de Moraes, Maestro Paulo Moura ( com Tenörio Jr, Oberdan, Nivaldo Ornelas), Maestro Edson Frederico
- 1975: Tocou com a Velha Guarda da Portela e  Elizeth Cardoso 
- 1975: Tournée com Dorival Caymmi, Gal Costa , juntamente com Danilo Caymmi e Joao Donato
- 1975 a 1984: Gravações com a orquestra da TV Globo juntamente com Copinha, Waldir Azevedo, Zé Bodega, Biju, Aurino Ferreira, Edison Maciel, Edmundo Maciel, Netinho, Oberdan Magalhaes, Geraldo Vespar 
- 1975 a 1984: Participou de varias gravações na Polygram com Altamiro Carrilho, Marçal, Wilson das Neves, Jorge Ferreira da Silva (Jorginho), Macachera ( trombone)
- 1975: Show em temporada com Nelson Cavaquinho, César Costa Filho e Carlos Moleta
- 1976: Passou quase um ano em Nova York com Ion Muniz, onde pôde também tocar com Tommy Turrentine, Walter Booker, Rashid Ali, entre outros.
- 1976: Gravação do disco “Confusao Urbana, Suburbana e Rural, com Paulo Moura
- 1977: Shows com Paulo Moura - juntamente com Tenório Jr, Norato, Oberdan Magalhaes, entre outros.
- 1977- Entra para a “ Rio Jazz Orquestra” ao lado de Norato, Maurilio e Marcio Montarroyos.
- 1977: Shows em temporada com Artur Verocai e Paulo Moura no “Vivara” , Rio.
- 1977: Shows em temporada com Tom Jobim e Vinicius de Moraes no “Canecão”, Rio
- 1977: Entra no grupo de Hermeto Pascoal, com quem grava três discos:
* “ Trindade ” - 1977
* “ Zabumbê-bum-a”- 1978
* “ Montreux live ” – 1979
- Em 1977, ao entrar no grupo do Hermeto, Cacau encontrou em sua formação Luis Alves, Robertinho Silva (depois Paulinho Braga), Marcio Montarroyos, Zé Carlos Bigorna , Mauro Senise e Raul Mascarenhas.
- Em 1978 a formação mudou e contou entao com Itiberê Zwarg, Jovino Santos Neto, Nenê Baterista e Pernambuco, até 1980.
- 1978 : Festival de Jazz em São Paulo  com o grupo de Hermeto Pascoal e participações de Chick Corea, Stan Getz, John Maclaughlin e Heraldo do Monte.
- 1978: Participou da orquestra “Jazzida” com Victor Assis Brasil
- 1979 : Festival de jazz de Montreux, Suissa – com Hermeto Pascoal e participação de Nivaldo Orrnellas
- 1979 : Festival Live under the Sky, em Tokio - Japão  com Hermeto Pascoal
- 1979 : Com Hermeto participa de uma tournée na América do Sul com Dizzy Gillespie que se termina em São Paulo, no teatro Procópio Ferreira
- 1980: Cria seu proprio grupo “Tempo Moderno” juntamente com Luis Alves e Theomar Ferreira apresentando-se em varios teatros e casas noturnas do Rio, além de uma passagem no programa “Os Músicos” de Tarik de Souza na TVE- Rio. Essa formação contou com a presença de Nilson Matta e Robertinho Silva posteriormente.
- 1980: Temporada de shows com Elizeth Cardoso
- 1980: Show com Maria Bethania no Canecão, Rio
- 1981: Participou do grupo “Index” com Marcos Resende, J.T. Meirelles, Paulinho Trompete, Nilson Matta e Lula Nascimento
- 1981: Tournée com Sivuca
- 1981: Tournée com Antonio Adolfo
- 1982: Convidado por Osmar Milito, inaugurou a boite de jazz “People”, no Rio de Janeiro, com Nilson Matta e posteriormente com Zeca Assumpção e Nico Assumpção, onde se apresentou durante 4 anos em quarteto e também ao lado de João Donato, Mauricio Einhorn, Antonio Adolfo, Edu Lobo, Leny de Andrade, entre outros.
- 1982: Tournée com Edu Lobo - “Projeto Pixinguinha”
- 1983: Tournée e Projeto Pixinguinha com Robertinho Silva e Zeca Assumpção
- 1984: Re-integra o quarteto de saxofones de Paulo Moura apresentando-se na série instrumental da Rioarte– show no parque da Catacumba , para o qual também escreveu alguns dos arranjos.
- 1985: Muda-se para Paris, onde participa de uma longa tournée européia com Nene Baterista
- 1985: Festival Jazz à Bastia com “ Nene’s band ” (grupo de Nenê baterista)
- 1986: Jazz à Vienne (Nene’s band)
- 1986: Convidado à participar da orquestra internacional da RAI UNO ( TV italiana) juntamente com Bob Burgess (trombone), Jerry Dodgion ( sax alto), Jonh Mosca ( lider da orquestra Village Vanguard - antiga Thad Jonnes Mel Lewis) 
- 1987: Escreve arranjos e compõe para vários artistas franceses, e também para uma exposição pictórica no centro “George Pompidou” do artista plástico Roberto Matta.
- 1987: Tournée pela Alemanha, Italia e nas Antilhas com o grupo “Exile One”
- 1988: Festival de Cannes - Soirée musicale
- 1989: Convidado de Hermeto Pascoal no Festival de jazz de Paris
- 1989:  Forma seu próprio grupo em Paris com Rosinha de Valença, André Dequech, Tatau e Stephane Boutry e se apresenta em vários shows e festivais (“New Morning”, La Rochelle, Bordeaux, Lacanau, etc..)
- 1990: apresentação com Rosinha de Valença no “New Morning” , Paris
- 1990: Festival « Printemps de Bourges. »
- 1990: Festival de jazz de Montreux com a cantora Joyce.
- 1990: Festival “Nord pas de Calais” com Dave Liebman e Larry Schneider
- 1990: 1991: Integra a orquestra de jazz de Onzy Mathews
- 1991: Participa do festival Printemps de Bourges
- 1991: Festival de Montreux com o pianista cubano Alfredo Rodriguez e o percussionista Tata Guines.
- 1991: Festival de “Jazz à Ramatuelle”, lead alto com o Big band de Onzy Mathews.
- 1991: Participa do festival « arts sacrés » d’Auvergne », obras de Villa-Lobos.
- 1992: Jazz à Nice com a “ Super Swing Machine ” como lead alto da orquestra do maestro Gérard Badini.
- 1992: Participa do festival « Jazz à Gap » na cidade de Gap - França
- 1992: Festival de Montpellier, com a orquestra “ Passages ”.
- 1992: Festival « Halle that Jazz » no “la Villette” em Paris.
- 1992: Calvi Jazz Festival
- 1992: Festival de Fribourg na Alemanha, com Alfredo Rodriguez e o percussionista cubano Patato Valdez.
- 1993: Participa do festival de Gap
- 1993: Festival de Jazz em Calvi com o seu novo grupo “Cacau Academia”
- 1993: Festival de Jazz em Hinx, com a orquestra « Super swing machine » e a cantora Nicole Croisille.
- 1993: Jazz à Nice: com a orquestra Super Swing Machine, lead alto
- 1993: Heineken Jazz festival em Amsterdam com a cantora Joyce
- 1993: Festival de Jazz à Nice com o big band de François Laudet.
- 1994: Festival de Gap.
- 1994: Festival de Antibes Juan les Pins - lead alto no big band com Benny Carter
- 1994: Festival Jazz à Ramatuelle com a “ Super swing machine ” e a cantora Dee Dee Bridgewater.
- 1994: Festival Jazz à Nice com “ François Laudet Big band”.
- 1995: Festival Antibes Juan les Pins, tocou com Phill Woods, Benny Bailey, Diane Schuur, Johnny Griffin e Archie Shepp.
- 1995: Festival Francofolies em Tóquio – produção Aliança Francesa
- 1995: Festival Francofolies - La Rochelle
- 1996: Festival de Jazz - Vendée (França) lead alto com a “ Super Swing Machine ”
- 1996 : Tournée com o big band de Michel Legrand na França
- 1996: Show no Carnegie Hall (New York) com Michel Legrand -
- 1996: Com Michel Legrand fez uma tournée durante um mês no Japão
- 1997: Festival de Antibes com François Laudet.
- 1997: Festival Vic Fezensac (França)
- 1998 : Festival de jazz de Lavelanet
- 1998: Cacau e quarteto no Festival do “New Morning”
- 1998- Com Dee Dee Bridgewater – show em Addis Abeba - Etiópia
- 1999 : Festival de Nîmes.
- 1999 : Festival de Nice.
- 1999 : Com Claude Bolling Big band Tournée no Mexico (5 cidades)
- 1999 : Festival de Montségur com Claude Bolling
- 2000 : Tournée no Japão (12 cidades) com Michel Legrand.
- 2000: Gravação com Tania Maria do disco “Viva Brasil”
- 2001 : Tournée no México (9 cidades) com Claude Bolling.
- 2001: Shows com o grupo “Jazz unit 186 ” , com Archie Shep
- 2002: Lead alto no “Fred.Manoukian big band” – com Guy Marchand
- 2003: Shows com Tania Maria
- 2004: 1ª Tournée no Marrocos com Claude Boilling
- 2005: 2ª Tournée no Marrocos com Claude Boilling
- 2005 : Festival Parquet Floral- Vincennes com Dee Dee Bridgewater
- 2007 - 1ª Tournée na Coréia com Claude Bolling
- 2009 - 2ª tournée na Coréia com Claude Bolling
- 2010 até hoje – Shows com seu próprio grupo, tournées com a orquestra de jazz de Fred Manoukian , shows com Claude Bolling e participações em shows de amigos brasileiros em Paris.
- Todas as segundas quintas-feiras do mês, Cacau se apresenta em compania de Claude Bolling no “Petit journal Montparnasse” - em Paris - com repertórios de Duke Ellington, Gershwin e do próprio Claude Bolling .
-  Cacau tocou também em varios shows com: Raul de Barros, Paulo Russo, Zé Eduardo Nazario, Pascoal Meirelles, Alfredo Rodrigues, Paulo Lajão, Raul de Souza, João Donato, Marcio Montarroyos, Bob Moses entre outros.
- Tendo como objetivo divulgar e promover a música brasileira, ao lado de suas atividades de músico, Cacau de Queiroz tem se apresentado em Work Shops e dispensado cursos de música brasileira , começando pela escola de música “TEMPO”, nos anos 80, seguida pelo “ Conservatoire Candela” de Paris nos anos 90 e pela escola de música “IACP” – Paris - fundada pelo contrabaixista norte-americano Alan Silva, anos 2000. Tem proferido, igualmente, cursos de História da Música Brasileira na escola de formação profissional de música “Arpeje”- Paris, com o intuito de difundir a nossa música e familiarizar uma certa platéia estrangeira aos sons e cadências brasileiras. 

## Discografia
- “Confusao Urbana Suburbana e Rural ” 1976 - PAULO MOURA
- “ Trindade ” HERMETO PASCOAL- 1977
- “ Zabumbê-bum-a ”  - HERMETO PASCOAL  1978
- “ Live in Montreux ”  HERMETO PASCOAL  1979
- “ Frêvo de índio ” - CELSO MENDEZ  1980
- “ Cores e nomes ”  1981- CAETANO VELOZO
- “ Poema da gota serena” - 1982 - ZE EDUARDO NAZARIO
- “ Tambá ” - 1983- PASCOAL MEIRELLES
- “ Bugre  - 1984- NENE BATERISTA
- “ Baixo de pau" - 1996- PAULO RUSSO
- “ Minuano ”  1985- NENE BATERISTA
- “ Mocambo ”  1986- FLAVIO GOULART
- “ Toi mon toi ” 1987 - ELI MEDEIROS
- “ Boum boum ” ELI MEDEIROS - 1988
- “ Para Yoya ”  1993 - ALFREDO RODRIGUEZ -
- “ Le retour des p’tits loups - 1994- LES P'TITS LOUPS  du Jazz
- - « Yôyô » 1994- PAULO LAJAO
- “ Le petit journal ” - 1995- MICHEL LEGRAND
- " Tout reste à dire"  - 1996- Georges Moustaki -
- “Vimaelia”   2011- PAULO LAJAO –
- “ Brasil do ferro e corda ”  - 1997- CACAU de QUEIROZ - com a participaçao de BADEN POWELL
- “ Viva Brasil ”  1999- TANIA MARIA
- “ Touriste ” -  2000- SAINT GERMAIN
- “ Jazz unit 186 ”  2001- JAZZ UNIT -
- “ Demain j’arrête” ( lead alto/ big band ) - 2002- GUY MARCHAND
- " Congo Life" - 2003- grupo Kekelê
- " Africanism III"  - 2005- grupo Africanism
- “Emilio”( lead alto/ big band) - 2006
- "Scriabin groove"  - 2006- BIG BAND GERARD BADINI
- ”Emilio”
- ”Demain j’arrête”
- ”Jazz Unit 186”
- ”Touriste”
- ”Brasil do ferro e corda”
- VIDEO:-

"VELHO AMIGO" de Jean-Claude Guiter : com Baden Powell (voz e violao); Claudio "Cacao" De Queiroz,(sax & flauta); Andréa Earnest Dias (flauta); Silvério Pontes (trompete); Alessandro (cavaquinho); Ronaldo (mandolin)Zero , Edmundo Carneiro (percussäo).1999